# Бельведере-Ланге
Бельведере-Ланге (итал. Belvedere Langhe) — коммуна в Италии, располагается в регионе Пьемонт, в провинции Кунео.
Население составляет 380 человек (2008 г.), плотность населения составляет 95 чел./км². Занимает площадь 4 км². Почтовый индекс — 12060. Телефонный код — 0173.
Покровителем коммуны считается святитель Николай Мирликийский, празднование 6 декабря.

## Демография
Динамика населения:

## Администрация коммуны
- Официальный сайт: https://web.archive.org/web/20090314095057/http://www.comunebelvederelanghe.cn.it/